# 星野充昭
星野 充昭（ほしの みつあき、1959年2月19日 - ）は、日本の俳優、声優。静岡県出身。アーツビジョン所属。

## 来歴
映画製作が好きであり、学生時代は8ミリ映画の監督を経験。その時に映画に声をあてるなどアテレコに興味を持っていたことから、東海大学卒業後、東京アニメーション付属声優養成所を経て、学生時代の仲間を募って劇団「グループばく」を結成。以前はサンエース企画、マウスプロモーションに所属していた。

## 人物
方言は静岡弁（東部・中部地方）。誠実な豊かな声が魅力的。
アニメには欠かせない名脇役であり、『勇者シリーズ』にも出演していた。
吹き替えではユージン・レヴィ、ビル・パクストン、ダニー・トレホなどを多く担当している。
趣味・特技は映画、サントラの話。

## 出演
太字はメインキャラクター。

### テレビアニメ
1985年
- タッチ（石垣、白井、長尾、社会科教師、クマさん 他）
- 魔法のスターマジカルエミ（大久保）
- イーグルサム（サンダーバード先生）

1987年
- 機甲戦記ドラグナー（1987年 - 1988年、兵士、副長、アデン 他）
- のらくろクン（ツッパリ、手下 他）

1988年
- F-エフ
- グリム名作劇場（1988年 - 1989年、従者、衛兵、三本尾の狐、盗賊C、男、蜂、地主） - 2シリーズ
- 鉄拳チンミ（審判、店主）
- 魔神英雄伝ワタル（父親、町の人、山田先生）

1989年
- 昆虫物語 みなしごハッチ（1989年 - 1990年、カマキリ、ミズカマキリ、イナゴの父親、ミツバチ兵A、スズメバチ兵(A)）
- 獣神ライガー（パイロットA、兵、自衛隊、兵士）
- ミラクルジャイアンツ童夢くん（原辰徳）
- ルパン三世 バイバイ・リバティー・危機一発!（係員）

1990年
- たいむとらぶるトンデケマン!（艦長）
- 魔神英雄伝ワタル2（海賊）
- 勇者エクスカイザー（1990年 - 1991年、ダッシュマックス）
- ルパン三世 ヘミングウェイ・ペーパーの謎
- RPG伝説ヘポイ（1990年 - 1991年、デンソード、グランドキャッスル、フセインコ、バンザイン）

1991年
- 新世紀GPXサイバーフォーミュラ（TVアナウンサー）
- 絶対無敵ライジンオー（れい子の父、オウボウダー）
- ルパン三世 ナポレオンの辞書を奪え

1992年
- 元気爆発ガンバルガー（チンピラB）
- コボちゃん（シゲルの父親、警官）
- それいけ!アンパンマン（カツサンドくん〈初代〉）
- 伝説の勇者ダ・ガーン（1992年 - 1993年、ディレクター、ジャンボセイバー）
- フランダースの犬 ぼくのパトラッシュ（ボッシュ）
- 炎の闘球児 ドッジ弾平（竜也の父）

1993年
- ジャングルの王者ターちゃん♡（ノーズ）
- 勇者特急マイトガイン（チェルネンコ、パッチ）

1994年
- ツヨシしっかりしなさい（警官）
- 勇者警察ジェイデッカー（1994年 - 1995年、警官、ダンプソン、大村大作）

1995年
- 十二戦支 爆烈エトレンジャー（1995年 - 1996年、ガオウ、カメ）
- スレイヤーズ（1995年 - 2008年、宿屋主人、船長、指揮官） - 3シリーズ
- ふしぎ遊戯（牢番）
- ロミオの青い空（リド）

1996年
- いじわるばあさん
- こちら葛飾区亀有公園前派出所（1996年 - 1997年、風間、矢野万太郎）
- 超者ライディーン（キマイラ）
- 勇者指令ダグオン（ヌーベル星人、フットバー星人）
- ルパン三世 トワイライト☆ジェミニの秘密（車掌）
- YAT安心!宇宙旅行（レオポン）

1997年
- 中華一番!（ボウの従者）
- ネクスト戦記EHRGEIZ（カール）

1998年
- 男はつらいよ 〜寅次郎忘れな草〜（司会者）
- コボちゃんスペシャル 約束のマジックディ（アナウンサー）
- 太陽の子エステバン（BS版）（アンドレス）
- 超魔神英雄伝ワタル（テルマッツ、ツボヤッキー）
- デビルマンレディー（防疫兵リーダー）
- 名探偵コナン（1998年 - 2025年、河辺、ジェラール天馬、梶田守、美濃素夫、半崎次郎、増井祥吾、梅原幸三、益子貞司、仲代秀虎、西木太郎、財前一平 他）

1999年
- イソップワールド（ミーニャの父）
- 週刊ストーリーランド（面接官、家来、警官A、支配人）
- 星界の紋章（砲術士）
- デビルマンレディー（小隊長）
- どっきりドクター（中華屋のオヤジ、作業員）

2000年
- ニャニがニャンだー ニャンダーかめん（モグ父さん、キャパン）
- 陽だまりの樹（竹内、高橋多一郎、軍師、使者）
- ファーブル先生は名探偵（裁判長、編集者）

2001年
- 仰天人間バトシーラー（苦悩騎士＝ウェーブナイト / 能天騎士＝ウェーブライト / ウェーブナイト・タタリ、シンギー神父 / ゼニカーネ男爵）
- サイボーグ009 THE CYBORG SOLDIER（マシンガン）
- ノワール（男）
- ヒカルの碁（広瀬 他）
- ポケットモンスター（父）

2002年
- キ・ファイターテラン（大魔王）
- 攻殻機動隊 STAND ALONE COMPLEX（榊原）
- 東京アンダーグラウンド（男）
- パタパタ飛行船の冒険（アレックス・ウィナー）
- ヒートガイジェイ（アラン・ミルシャン）
- ぷちぷり*ユーシィ（宿屋の店主）
- ペコラ（ガオさん）

2003年
- WOLF'S RAIN（男）
- 探偵学園Q（草加昌平）
- ポケットモンスター アドバンスジェネレーション（クスノキ館長）

2004年
- アガサ・クリスティーの名探偵ポワロとマープル（地元警部）
- お伽草子（ホームレス）
- 機動戦士ガンダムSEED DESTINY（車長）
- 銀河鉄道物語（2004年 - 2006年、暁太郎） - 2シリーズ
- KURAU Phantom Memory（マスター）
- 攻殻機動隊 S.A.C. 2nd GIG（評論家、レンジャー4課）
- 最遊記RELOAD GUNLOCK（朱童の父）
- 無人惑星サヴァイヴ（ボブ）
- モンキーターン（犬飼軍司） - 2シリーズ
- モンタナ・ジョーンズ（マハド館長）

2005年
- かみちゅ!（一橋賢吉）
- ガラスの仮面（菊池）
- ギャラリーフェイク（藤田清治）
- ゾイドジェネシス（村人A）
- タイドライン・ブルー（劉虔）
- 焼きたて!!ジャぱん（山川プロデューサー）
- 雪の女王（洗濯屋の男、兄王）

2006年
- ARIA The NATURAL（職人）
- 桜蘭高校ホスト部（執事）
- くじびき♥アンバランス（蓮子のお父様）
- ゴーストハント（東條）
- コヨーテ ラグタイムショー（所長）
- DEATH NOTE（出席者A、捜査官A）
- NARUTO -ナルト-（ハルナの父、供侍）
- まじめにふまじめ かいけつゾロリ（オヤジ）
- よみがえる空 -RESCUE WINGS-（村上龍之介）

2007年
- がくえんゆーとぴあ まなびストレート!（医者）
- ゲゲゲの鬼太郎（第5作）（2007年 - 2008年、銀原、社長）
- セイント・ビースト〜光陰叙事詩天使譚〜（レダ）
- D.Gray-man（ジェイク・ラッセル）
- Devil May Cry（バーテン、フレディ）
- 天保異聞 妖奇士（河鍋暁斎）
- 祝!(ハピ☆ラキ)ビックリマン（めざ魔人）
- ぼくらの（原崎首相）
- ゆめだまや奇談（父親）
- REIDEEN（柏木情報本部長、刑事A）
- 流星のロックマン トライブ（村長）

2008年
- アリソンとリリア（オゼット）
- 狼と香辛料（店主）
- ゴルゴ13（リー、保安官A）
- のらみみ（上司、父上） - 2シリーズ
- 魔人探偵脳噛ネウロ（右妻鷹之丞）
- 薬師寺涼子の怪奇事件簿（小沼警部補）
- ワールド・デストラクション 〜世界撲滅の六人〜（マスター）

2009年
- VIPER'S CREED（ガリブ・スヴァローグ）
- 獣の奏者 エリン（シロン父、影C）
- スティッチ!（カントク）
- はっけん たいけん だいすき! しまじろう（2009年 - 2017年、園長先生、学園長） - 3シリーズ
- ONE PIECE（マゼラン）

2010年
- 怪談レストラン（青鬼）
- 黒執事II（アーノルド・トランシー）
- 閃光のナイトレイド

2011年
- THE IDOLM@STER（善澤記者）
- 青の祓魔師（星野）
- 異国迷路のクロワーゼ The Animation（シドレール）
- 銀魂'（阿呆提督）
- STEINS;GATE（漆原栄輔）
- ダンボール戦機（2011年 - 2013年、霧島平治） - 2シリーズ
- HUNTER×HUNTER（第2作）（島民A）

2012年
- イナズマイレブンGO クロノ・ストーン（2012年 - 2013年、アーサー王）
- エウレカセブンAO（情報本部長）
- エリアの騎士（吉田監督）
- クレヨンしんちゃん（2012年 - 2020年、ナレーション、TVナレーター、執事、隣のおじさん、おハナの父）
- GON -ゴン-（クン）
- 忍たま乱太郎（2012年 - 2014年、ウードン・臼茸〈2代目〉、殿、忍術塾の先生）

2013年
- AKB0048 next stage（3代目トクサン）
- キングダム（道剣）
- THE UNLIMITED 兵部京介（蕾見男爵）
- 翠星のガルガンティア（クラウン）

2014年
- ドラえもん（テレビ朝日版第2期）（2014年 - 2019年、おじいさん、社長、男）
- ドラゴンコレクション（シッフ）
- ナノ・インベーダーズ（アニマキング / グレイ）
- ノブナガン（明智光秀）
- ハイキュー!!（2014年 - 2016年、入畑伸照） - 2シリーズ

2015年
- アイドルマスター シンデレラガールズ（善澤記者）
- うしおととら（上の方C）
- 機動戦士ガンダム 鉄血のオルフェンズ（ガルス・ボードウィン）
- GATE 自衛隊 彼の地にて、斯く戦えり（ディレル大統領）
- ドラゴンボール超（ガルビ）
- プラスティック・メモリーズ（鉄黒ミキジロウ）

2016年
- アイカツスターズ!（宝積甘太）
- アクティヴレイド -機動強襲室第八係-（都知事、寺尾） - 2シリーズ
- 想いのかけら（陽菜の父）
- 終末のイゼッタ（レッドフォード卿）
- 名探偵コナン コナンと海老蔵 歌舞伎十八番ミステリー（箕輪卓三）

2017年
- 霊剣山 叡智への資格（県令）
- 正解するカド（飛高幸雄〈機長〉、大臣）
- 100%パスカル先生（校長、老紳士）
- 有頂天家族2（金長）
- サクラクエスト（緑川巌）
- プリンセス・プリンシパル（ジェネラル）
- アイドルマスター SideM（善澤記者） - 1シリーズ + 特別編
- このはな綺譚（薬屋）

2018年
- キリングバイツ（尊正義）
- ヴァイオレット・エヴァーガーデン（ルベリエ）
- 刀使ノ巫女（フリードマン）
- レイトン ミステリー探偵社 〜カトリーのナゾトキファイル〜（2018年 - 2019年、サイモンの父、ベン）
- ルパン三世 PART5（総長）
- 銀河英雄伝説 Die Neue These 邂逅（ドワイト・グリーンヒル）
- 多田くんは恋をしない（悪代官）
- バキ（警備員）
- BANANA FISH（ジム）
- ほしの島のにゃんこ（ドラスキー）
- ちおちゃんの通学路（深山〈BLゲームのキャラ〉）

2019年
- モブサイコ100 II（浅桐正志）
- 賢者の孫（ディセウム＝フォン＝アールスハイド）
- KING OF PRISM -Shiny Seven Stars-（鷹梁洋）
- BEASTARS（2019年 - 2021年、市長） - 2シリーズ
- 本好きの下剋上 司書になるためには手段を選んでいられません（2019年 - 2022年、神殿長） - 3シリーズ

2020年
- ヒーリングっど♥プリキュア（川井）
- 天晴爛漫!（空乃角蔵）
- アサティール 未来の昔ばなし（魔物、イブラヒム）
- 『ヒプノシスマイク -Division Rap Battle-』Rhyme Anima（出枯氏警部）
- 憂国のモリアーティ（ベルファー子爵）
- ツキウタ。 THE ANIMATION2（第7艦隊提督、ナレーション）
- 神様になった日（佐藤歳徳）

2021年
- IDOLY PRIDE（医者）
- 真・中華一番!（ローウェン）
- 古見さんは、コミュ症です。（2021年 - 2022年、古見将賀） - 2シリーズ

2022年
- ドールズフロントライン（カモロフ）

2023年
- 最強陰陽師の異世界転生記（グルード）
- ライザのアトリエ 〜常闇の女王と秘密の隠れ家〜（エドワード）
- アイドルマスター ミリオンライブ！（善澤記者）
- 葬送のフリーレン（フォル爺）

2024年
- 戦国妖狐（山戸源蔵）
- Unnamed Memory（カガル）
- チ。-地球の運動について-（教授）

2025年
- Übel Blatt〜ユーベルブラット〜（ゼフィの父）
- 空色ユーティリティ（ゴルフショップの店長）
- ふしぎ駄菓子屋 銭天堂（秋吉金吾）

### 劇場アニメ
1986年
- タッチ 背番号のないエース（丸山）
- タッチ2 さよならの贈り物（石垣）

1987年
- タッチ3 君が通り過ぎたあとに -DON'T PASS ME BY-（長尾）

1988年
- 機動戦士ガンダム 逆襲のシャア（オフィサー）

1989年
- ヴイナス戦記（マヌエル）

1991年
- 月光のピアス ユメミと銀のバラ騎士団（バーテン）

1992年
- 銀河英雄伝説外伝 黄金の翼（セバスティアン・フォン・ミューゼル）

1995年
- NINKU -忍空-（武蔵）

1996年
- ブラック・ジャック 劇場版（エリック・カデリィ）

2000年
- 機動戦士ガンダムIII めぐりあい宇宙編 特別版（フラナガン）

2002年
- WXIII 機動警察パトレイバー

2006年
- 銀色の髪のアギト（整備兵）

2007年
- それいけ!アンパンマン シャボン玉のプルン（バイキンシャボンダダンダン）

2010年
- あらしのよるに（カマ）

2011年
- 劇場版 NARUTO -ナルト- ブラッド・プリズン（鬼灯城・看守長）
- とある飛空士への追憶（ラモン・タスク）

2012年
- グスコーブドリの伝記（材木工場の工場長）
- クレヨンしんちゃん 嵐を呼ぶ!オラと宇宙のプリンセス（日本代表）
- ストライクウィッチーズ 劇場版（結城兵曹長）
- わすれなぐも（月吠庵）

2014年
- THE IDOLM@STER MOVIE 輝きの向こう側へ!（吉澤記者）
- クレヨンしんちゃん ガチンコ!逆襲のロボとーちゃん（ジャージ親父）

2018年
- ANEMONE/交響詩篇エウレカセブン ハイエボリューション（日本政治家）

2021年
- シン・エヴァンゲリオン劇場版𝄇（洞木ブンザエモン）

2023年
- 機甲英雄 劇場版 我與我等於無限大（沙丘城邦機甲學院校長）

### OVA
時期不明
- 世界名作童話全集（スモレット船長、家来）

1987年
- ダーティペア（僧）

1988年
- トップをねらえ!（アナウンス）
- New Story of Aura Battler DUNBINE（兵）
- 竜世紀

1989年
- SDガンダム外伝（闘士ドム、呪術士メッサーラ、騎士ゲルググ、騎士バウ）
- 機動戦士ガンダム0080 ポケットの中の戦争（アンディ・ストロース、検査官、兵隊、警官、兵士）
- 堕靡泥の星

1990年
- OL改造講座
- 機動戦士SDガンダムMk-V（ヤクトドーガ、頭護津愚）
- 校内写生
- 魔動王グランゾート 最後のマジカル大戦（係官、兵士）
- 緑山高校 甲子園編（佐山義雄）

1991年
- けっこう仮面（ベン先生）

1992年
- マグマ大使（エイリアン）

1993年
- アルスラーン戦記 汗血公路（ザラーヴァンド）
- 特捜戦車隊ドミニオン（代表）
- ブラック・ジャック（兵士）
- 魔神英雄伝ワタル 終わりなき時の物語（覇翔童子）

1994年
- ジャイアントロボ THE ANIMATION -地球が静止する日（1994年 - 1998年、解珍、ドクトル・トランボ）
- ダーティペアFLASH（ワシーリ）
- プラスチックリトル
- マーズ（「こんごう」通信士）

1995年
- 今日から俺は!!（1995年 - 1996年、学生、勇田、前島）

1996年
- それゆけ!宇宙戦艦ヤマモト・ヨーコ（ゴンザレス）
- 鉄腕バーディー（八木橋）

1997年
- AIKa（ボディガード）

1999年
- てなもんやボイジャーズ（オペレーターC）
- るろうに剣心 -明治剣客浪漫譚- 追憶編（片貝）

2004年
- 低俗霊DAYDREAM（春田レポーター）

2007年
- MURDER PRINCESS（ゼノス王）

2008年
- 機動戦士ガンダム MS IGLOO 2 重力戦線（ダブデ艦長、裁判長）

2010年
- ONE PIECE FILM STRONG WORLD EPISODE:0（マゼラン）

2011年
- xxxHOLiC・籠 あだゆめ（旦那さん〈狐憑きの父〉）

2012年
- みのりスクランブル!（会長）

2013年
- 翠星のガルガンティア 14話（クラウン）※Blu-ray BOX 1特典

2016年
- 機動戦士ガンダム THE ORIGIN（教官）

### Webアニメ
2000年代
- リーンの翼（2005年、ミガル）

2010年代
- ゆとりちゃん（2010年、課長）
- アニメで分かる心療内科（2015年、医者）

2020年代
- 攻殻機動隊 SAC_2045（2020年、ナシダ）
- バキ（2020年、署長）
- テルマエ・ロマエ ノヴァエ（2022年、使者）
- ロマンティック・キラー（2022年、杏子のお父さん）

### ゲーム
1995年
- フィロソマ（マイケル）

1997年
- 羅媚斗

1998年
- エクサレギウス（テンファ）
- 新世代ロボット戦記ブレイブサーガ（ダンプソン）
- 玉繭物語（密猟者、大地の使徒）
- 慟哭 そして…（田辺浩之）
- 立体忍者活劇 天誅（バルマー）
- ロストチルドレン（ワン）

1999年
- ヴァルキリープロファイル（バドラック、スルト）
- 猫侍（僻腕のハガネ）
- 火魅子伝〜恋解〜（嵩虎）
- 魔剣X（J・J・ジョーンズ）
- ロードオブモンスターズ（PS版）（クンク）

2000年
- デビルマン PS版（カイム）
- ブリガンダイン グランドエディション（レイオニール、ライゼン、カーマイン、リュシアの少年の父、バネッサのゴロツキ）
- 立体忍者活劇 天誅 弐（玄武）

2001年
- 魔剣爻（J・J・ジョーンズ）

2002年
- 機動戦士ガンダム ギレンの野望 ジオン独立戦争記（アンディ・ストロース）
- ヒカルの碁 平安幻想異聞録（菅原顕忠）

2004年
- サクラ大戦物語 〜ミステリアス巴里〜（マルク）
- 3年B組金八先生 伝説の教壇に立て!（あやめの父）
- シャドウハーツII（ニコライ二世、金田虎蔵）
- スーパーロボット大戦GC（アンディ・ストロース、ゾルダグ兵）

2005年
- 新世紀勇者大戦

2006年
- ヴァルキリープロファイル レナス（バドラック、スルト）
- スーパーロボット大戦XO（アンディ・ストロース、ゾルダグ兵）
- ワイルドアームズ ザ フィフスヴァンガード

2007年
- SDガンダム GGENERATION（2007年 - 2025年、アンディ・ストロース、戦士ドム、騎士ゲルググ 他） - 3作品
- BLADESTORM 百年戦争（ジョン・ホークウッド）

2009年
- アンティフォナの聖歌姫 〜天使の楽譜 Op.A〜（ピカルディ）
- STEINS;GATE（漆原栄輔）

2010年
- ONE PIECE ギガントバトル!（マゼラン）
- ONE PIECE ワンピーベリーマッチW（マゼラン）

2011年
- InFAMOUS 2（セバスチャン・ウルフ博士）
- 機動戦士ガンダム 新ギレンの野望（アンディ・ストロース）
- ダンボール戦機（霧島平治）
- ブラック★ロックシューター THE GAME（モーリス・ベイリー）
- ONE PIECE ギガントバトル! 2 新世界（マゼラン）

2012年
- 青の祓魔師 幻刻の迷宮（セシル）
- STEINS;GATE 比翼恋理のだーりん
- イナズマイレブンGO2 クロノ・ストーン ネップウ/ライメイ（アーサー王）
- バイオハザード オペレーション・ラクーンシティ（SPEC OPS司令部）
- ワンピース 海賊無双（2012年 - 2015年、マゼラン） - 3作品
- ワンピース ROMANCE DAWN 冒険の夜明け（マゼラン）

2013年
- STEINS;GATE 線形拘束のフェノグラム（漆原栄輔）
- スーパーロボット大戦Operation Extend（アンディ・ストロース）
- ドラゴンボールヒーローズ（2013年 - 、ビネガー、ムッチー、モッチー） - 5作品

2014年
- ガンダムブレイカー2（マドック）
- ONE PIECE 超グランドバトル! X（マゼラン）

2016年
- グランブルーファンタジー（フロールス）

2017年
- デスティニーチャイルド（ハデス）
- 武器よさらば（ファトゥーム）
- ONE PIECE トレジャークルーズ（マゼラン）

2019年
- 私立ベルばら学園 〜ベルサイユのばらRe*imagination〜（ベルローズ学園長）

2020年
- テイルズ オブ クレストリア（ゲイデル）
- Demon's Souls

2021年
- スーパーロボット大戦30（ダンプソン）
- タクティクスオウガ リボーン（ボティス）
- 機動戦士ガンダム U.C. ENGAGE（2021年 - 2023年、フラナガン博士、連邦上官）

2023年
- 機動戦士ガンダム アーセナルベース（アンディ・ストロース）

2024年
- ファイナルファンタジーVII リバース

### ドラマCD
- アルスラーン戦記 王都炎上（兵士）
- 英雄伝説IV 朱紅い雫（ボルゲイド）
- 拝み屋横丁顛末記 〜横丁華恋宴盤〜（商社員幽霊）
- 彼方から（ワーザロッテ）
- グラール騎士団 Quatre Saisons 1月の雪吹雪（ナレーション）
- ゲーマーズヘブン!（エリアボス）
- 5000光年の虎 予兆編（看守）
- GOSICK -ゴシック-（庭師）
- CDシアター ドラゴンクエストI、VI（ヨシリーン、ゲバン）
- ストリートファイターZERO2 外伝II さくら・もっとも危ない文化祭（酔っぱらい、男2、司会）
- ストリートファイターII外伝 〜キャミィ・闘いの序曲〜（情報部の男、兵士1、兵士4、オペレーター1）
- 星界の紋章 第2章〜ささやかな戦い〜（基地要員）
- 創竜伝（レポーター）
- THE IDOLM@STERドラマCD（菊地真バースデー記念企画グッズ）「晴れ時々曇り後台風、後晴れ」（菊地真一）
- ホーリートーカー（教師）
- 百器徒然袋――雨 鳴釜 薔薇十字探偵の憂鬱（篠村精一郎）
- 魔神英雄伝ワタル4 CDシネマ1「ヒミコと虎王の物語」（男）
- 魔神英雄伝ワタル4 CDシネマ2「小さな恋の海火子」（家臣B）
- 勇者警察ジェイデッカー CDミステリー劇場 「謎の招待状〜今、真実が明かされる時〜」（ダンプソン、大村大作）
- 鎧伝サムライトルーパー 天空伝（牙龍堕）

### BLCD
- 黒衣の公爵（父王）
- 幻月楼奇譚（升一郎の叔父）
- 純情テロリスト（高槻学部長）
- 純情ロマンチカ（学部長）
- 美貌の侯爵閣下（水咲子爵）
- 富士見二丁目交響楽団（小谷道雄、不良B）
- 平八郎天下御免（岩倉、須藤先生）
- 南&北神シリーズ 種を蒔く人（糸田）
- 八犬伝―東方八犬異聞―（犬田文吾兵衛）

### ラジオドラマ
- ラジメーション 魔神英雄伝ワタル4
  - 第1話「ヒミコと虎王の物語」（男）
  - 第2話「小さな恋の海火子」（家臣B）

### 音楽CD
- ワンピース ニッポン縦断!47クルーズ in 山口 維新伝心・インペルダウン（マゼラン）

### 吹き替え

#### 担当俳優
アブラハム・ベンルービ
- APB ハイテク捜査網（ピート・マッカン）
- ジャングル・ジョージ（トール）
- ワイルド・レンジ 最後の銃撃（モーズ・ハリソン）

エンリコ・コラントーニ
- ウエスト・ワールド シーズン3（ホイットマン）
- ヴェロニカ・マーズ（キース・マーズ）
- BONES シーズン6 #9（マイカ・レガット）

ダニエル・ローバック
- GRIMM/グリム（オーソン警部補）
- 新スタートレック シーズン5 #7 #8（ロミュラン人ジャロン）
- ランナウェイ（ウィリアムズ刑事）

ダニー・トレホ
- デスペラード（ナバジェス）※DVD・VHS版
- デビルズ・リジェクト マーダー・ライド・ショー2（ロンド）
- レジェンド・オブ・メキシコ/デスペラード（ククイ）

ビル・パクストン
- アポロ13（フレッド・ヘイズ）※ソフト版・日本テレビ版
- ツイスター（ビル・ハーディング）※日本テレビ版
- パラダイス・アーミー（兵士）※フジテレビ版
- フレイルティー 妄執（フェントンの父）
- ヘイヴン 堕ちた楽園（カール・リドリー）

ユージン・レヴィ
- アメリカン・パイシリーズ（ノア・レヴェンスタイン）
  - アメリカン・パイ
  - アメリカン・サマー・ストーリー
  - アメリカン・パイ3:ウェディング大作戦
  - アメリカン・パイ in バンド合宿
  - アメリカン・パイ in ハレンチ・マラソン大会
  - アメリカン・パイ in ハレンチ課外授業
  - アメリカン・パイ in ハレンチ教科書
  - アメリカン・パイパイパイ!完結編 俺たちの同騒会

- デトロイト・コップ・シティ（アンディ・フィドラー）

#### 映画
- アイ・アム・ナンバー4（サラの父）
- アイアンマン3（保安官）
- アイ・スパイ
- アイスランド（クイン軍曹）
- アイデンティティー（ジョージ〈ジョン・C・マッギンリー〉）※ソフト版
- アイドル ワイルド（ルースター〈ビッグ・ボーイ〉）
- 愛のトリートメント（マイク〈パトリック・デンプシー〉）
- 愛の奴隷（ファウスティノ・リベラ軍曹）
- アイランド
- 青いドレスの女
- 赤ちゃんに乾杯!
- 悪霊喰
- 憧れのウェディング・ベル（ビル）
- アサインメント（ニューコム大尉）※ソフト版
- アサルト13 要塞警察（ケヴィン・キャプラ〈マット・クレイヴン〉）※ソフト版
- アダルト♂スクール（ウォルシュ〈マット・ウォルシュ〉）
- アナベル 死霊人形の誕生（サミュエル・マリンズ〈アンソニー・ラパーリア〉）
- アパートメント:143（Dr.ヘルザー〈マイケル・オキーフ〉）
- ア・フュー・グッドメン（ハロルド・W・ドーソン上等兵〈ウォルフガング・ボディソン〉）
- アベンジャー（キャシディ〈グレゴリー・マッキニー〉）
- アメリカン・パロディ・シアター（ハービー・ピットニック〈アーチー・ハーン〉、フェリックス・ヴァン・ダム、ダッチ・モナハン）
- あやしい奴ら!（ダグ）
- アリー/ スター誕生（ロレンツォ〈アンドリュー・ダイス・クレイ〉）
- アリゲーター2（ルーベン・ルイス）※テレビ東京版
- アルビノ・アリゲーター（マイロ・ドヴァ〈ゲイリー・シニーズ〉）
- アレックス（レイド）
- アンカーウーマン（フェルナンド・ブタンダ〈レイモンド・クルス〉）
- アンダーフィールド（フランキー・コンロイ）
- アンタッチャブル ※テレビ朝日版
- アンナと王様（判事〈ケネス・ツァン〉、通訳者）※ソフト版
- 生きてこそ
- イノセントワールド -天下無賊-（フー・リー〈グォ・ヨウ〉）
- いまを生きる（リチャード・キャメロン〈ディラン・カスマン〉）※ソフト版
- イレイザー（サル、ダットン）※日本テレビ版
- インディ・ジョーンズ/最後の聖戦（ハーフ・ブリード）※日本テレビ版
- インデペンデンス・デイ（ドクター・アイザックス〈ジョン・ストーリー〉、SETI技術者1）※ソフト版
  - インデペンデンス・デイ: リサージェンス（ドクター・アイザックス〈ジョン・ストーリー〉）
- イントルーダー 怒りの翼（モーガン・"モーグ"・マクファーソン大尉）※ソフト版
- インナースペース ※TBS版
- インビジブル（カーター・アビー〈グレッグ・グランバーグ〉）※テレビ朝日版
- インファナル・アフェア 無間序曲（サンスク〈リウ・カイチー〉）※ソフト版
- インフェルノ（アルボガスト〈ポール・リッター〉）
- インフォーマント!（マーク・シェヴィロン〈トーマス・F・ウィルソン〉）
- ヴァイラス（アレクシ）※日本テレビ版
- ヴァンパイア・イン・ブルックリン（スラッシャー〈W・アール・ブラウン〉）※VHS版
- ヴァンピレラ
- ウインドトーカーズ（ハリガン二等兵〈ブライアン・ヴァン・ホルト〉）※ソフト版
- ウィンブルドン（デニス・ブラッドベリー〈サム・ニール〉）
- ウェス・クレイヴンズ ウィッシュマスター（ネイサンソン刑事〈リッコ・ロス〉）
- うっかり博士の大発明 フラバァ（空軍大尉）
- エア★アメリカ（O・V〈マーシャル・ベル〉）※ソフト版
- エア・バディ2（リチャード）※機内上映版
- エアフォース・ワン（ジャック・カールトン大佐）※ソフト版、（ボリス・バジルフ〈アンドリュー・ディヴォフ〉）※日本テレビ版
- エイリアン2（フロスト〈リッコ・ロス〉）※DVD版
- エイリアン3（会社の男）※劇場公開版
- エイリアン・ネイション4（キャラバン・スミス）
- EVA〈エヴァ〉（マックス〈ルイス・オマール〉）
- エクスチェンジ 脳・間・電・送（スチュアート・トフラー〈キム・コーツ〉）
- エクスプロラーズ（ゴードン・ミラー〈メシャック・テイラー〉）
- エグゼクティブ・コマンド ※ソフト版
- エグゼクティブ・デシジョン（キャピー〈ジョー・モートン〉）※テレビ朝日版
- エクソシスト ディレクターズ・カット版（バリンジャー医師）
- es［エス］（看守ボッシュ〈アントワーヌ・モノー・Jr〉）※テレビ東京版
- SPL/狼よ静かに死ね（警官）
- X-メン（スチュー〈ケヴィン・ラシュトン〉）※テレビ朝日版
- エディー 勝利の天使（クリス・バーマン）
- エド・ウッド（トニー・マッコイ）
- エニイ・ギブン・サンデー（タッグ〈オリバー・ストーン〉）※ソフト版
- エリシャ・カスバートのラブ・ゲーム（アラステア・バーマストン）
- L.A.コンフィデンシャル（検死官、メキシコ人）※ソフト版、（酒屋店主、カーライル）※フジテレビ版
- エンジェルス（レイ・ミッチェル〈ストーニー・ジャクソン〉）
- エンジェルス2（ウェンデル・ウォーカー）
- エンド・オブ・ザ・ワールド（ニール・ハーシュ）
- エンド・オブ・デイズ（病院の警官）※テレビ朝日版
- エンド・オブ・トンネル（グットマン〈フェデリコ・ルッピ〉）
- エンド・オブ・バイオレンス（ルイス・ベーリング〈サミュエル・フラー〉）
- オーバーキル（ジョセフ・ダグラス）
- オー!マイ・ゴースト（エディ〈ブライアン・ダーシー・ジェームズ〉、警官の幽霊、日中のドアマン）
- オーロラの彼方へ ※日本テレビ版
- 追いつめられて（ホテルのボーイ）※テレビ朝日版
- 黄金作戦 追いつ追われつ（盗賊のリーダー）
- 王妃マリー・アントワネット（判事）※ソフト版
- 怪獣大決戦ヤンガリー
- カサブランカ（ハインツ大佐）※テレビ東京版
- 華氏911（バンダル・ビン・スルターン、ジョ・リヴァース、ハワード・リップスコム）
- カジノ（ドミニク・サントロ、イチカワ〈松久信幸〉）
- カジノ・シンジケート/組織犯罪覇権抗争（ヤン〈ティエン・ファン〉）
- カジュアリティーズ（マッキンタイア〈ウェンデル・ピアース〉）※フジテレビ版
- 喝采の陰で
- ガッチャ!（ウェブスター先生）
- 螳螂（ジョルジュ）
- 神様メール（ジャン＝クロード）
- カラー・オブ・ハート（ガス）
- カラーズ 天使の消えた街（シューター、ブラッド1、フィールグッド、ルイス、リー、クリップ2）
- カルラの歌（ラファエル〈サルヴァドール・エスピノーザ〉）
- 完全犯罪クラブ
- カントリーベアーズ（ノーバート・バリントン〈スティーヴン・トボロウスキー〉[45]）
- カンバセーションズ（ジェフリー）
- 頑張れフリッパー（脱獄囚）
- 君の名前で僕を呼んで（パールマン教授〈マイケル・スタールバーグ〉[46]）
- キャスト・アウェイ（レイモン）
- キャッチ・ミー・イフ・ユー・キャン（支配人）
- キャプテン・フィリップス（マイク・ペリー〈デヴィッド・ウォーショフスキー〉）
- キューティ・コップ（エメット警部〈ジョン・キャロル・リンチ〉）
- 9000マイルの約束
- 脅迫者 バッド・スパイラル（マイルズ〈ブルース・ハーウッド〉）
- キラークラウン（ポール・テレンジ）
- キラーコンドーム（大学副理事）
- ギリーは首ったけ（リッチ・ブラウン）
- ギルバート・グレイプ
- キング・オブ・ハーレー ※VHS版
- キングコブラ（パット・ケイガン、ビリー）
- キング・コング
- キングコング:髑髏島の巨神（ニクソン[47]）
- グース（グレン・シーファート〈ジェレミー・ラッチフォード〉）※ソフト版
- クールボーダー（ルーク〈ザック・ガリフィアナキス〉）
- クール・ランニング ※ソフト版
- クイーンズ・ロジック/女の言い分・男の言い訳（マーティ）
- グッドマン・イン・アフリカ（モーガン・リーフィ〈コリン・フリールズ〉）
- クラッシュ（セールスマン）
- クリムゾン・タイド ※ソフト版、テレビ朝日版
- クルーレス（強盗〈ジェイス・アレクサンダー〉）
- 狂っちゃいないぜ（バリー・プロトキン〈ジェイク・ウェバー〉）
- クレイジー・イン・アラバマ（ハリー・ホール〈ロバート・ワグナー〉[48]）
- クレイジー/ビューティフル（ジョン）
- クロコダイル・ダンディー（ネヴィル・ベル）※フジテレビ版
- クロコダイル・ダンディー2（チャーリー）※ソフト版
- クロコダイルの涙（医者）
- クンドゥン（ダライ・ラマの父、ノルブ）
- 刑事エデン/追跡者（レヴィン〈ジョン・パンコウ〉）
- 原始のマン（エンリケ）
- コーキー・ロマーノ FBI潜入捜査官?（ボブ・コックス捜査官）
- ゴージャス（チェンの執事ヤン、警官〈チャウ・シンチー〉）※パイオニアLDC版
- ゴーストオーシャン（ジム）
- ゴースト・オブ・マーズ（トレス〈ロドニー・A・グラント〉）
- ゴーストハウス（ホームレスの男〈ジェイ・ブラウン〉）
- ゴースト・ブラザー/天国から来たヒーロー（ゲルツ、医師）
- コーラスライン（マイク）
- コールド・スキン（アクセル船長）
- コーンヘッズ（ラリー・ファーバー〈ジェイソン・アレクサンダー〉）
- 恋は邪魔者（J・B〈マット・ロス〉）
- 幸福のペンダント（ボブ・ジョンソン）
- 荒野の七人（ネイサン・ジャクソン〈リック・ワーシー〉）
- コクーン2/遥かなる地球（ドック）※ソフト版
- 心の指紋（チップ・バーンズ）
- 心のままに（アーニー・オルトマン）
- ゴッドファーザー（カーロ）※DVD版
- ゴッドファーザー・サガ（クレメンザ〈ブルーノ・カービー〉）
- この世に私の居場所なんてない（ルマック〈デヴォン・グレイ〉）
- コマンドー（警官）※テレビ朝日版
- ゴリラ ※テレビ朝日版
- コレクター ※テレビ朝日版
- 殺しのドレス（マリーノ刑事〈デニス・フランツ〉）※ソフト版
- コン・エアー ※テレビ朝日版
- コンゴ（ルーディ〈ロバート・アルモドヴァル〉）※ソフト版
- 13F（ジョー）
- サイクロンZ（マフィア〈タイ・ポー〉）
- 最後の弾丸（スタンレー・ブレナン〈ジェイソン・ドノヴァン〉）
- サイコ・ビーチ・パーティ（モニカ・スターク警部）
- 最終絶叫計画（保安官〈カート・フラー〉）
- 殺人療法（ロス）※VHS版
- 殺人療法/臓器強奪（ジョナサン・クロス）
- サドン・デス ※テレビ朝日版
- ザ・ファン（放送技師〈ジャック・ブラック〉）※ソフト版
- ザ・ファントム（ウィークス伍長）※ソフト版
- ザ・フライ2 二世誕生 ※テレビ朝日版
- サボテン・ブラザース（モーティ〈ジョン・ロヴィッツ〉）※ソフト版
- さよならゲーム
- ザ・ロック（パイロット〈ジム・カヴィーゼル〉、エージェント）※テレビ朝日版
- サンゲリア（ブライアン・ハル[49]）※BD版
- サンダー/怒りの復讐
- サンタリア 魔界怨霊
- G.I.ジェーン（ジョンズ〈デヴィッド・ウォーショフスキー〉、教練指揮官、ラスベガス）※ソフト版
- シー・オブ・ラブ（ウィリー）※テレビ朝日版
- シークレット/嵐の夜に（ケニー〈ジョン・キャロル・リンチ〉）
- ジェシカ・アルバ ヘブンズ・ベール 〜死のバイブル〜（ウィーラー）
- ジェット・ローラー・コースター（デメレスト〈マイケル・ベル〉、バート）※ソフト版
- ジェルミナル（ネグレル〈フレデリック・ヴァン・デン・ドリシェ〉）
- シザーハンズ（ジョージ〈ビフ・イェーガー〉）※ソフト版
- 7月4日に生まれて（ジョーイ・ウォルシュ）※VHS版
- シティ・スリッカーズ2/黄金伝説を追え（グレン・ロビンス〈ジョン・ロヴィッツ〉）
- 死の標的 ※フジテレビ版
- シャークネード（ジョージ〈ジョン・ハード〉）
- ジャイアント・ベビー（エド・マイヤーソン大尉〈マイケル・ミルホーン〉、研究員〈ジョン・パラゴン〉）※ソフト版
- シャイン（アイザック・スターン）
- シャドーチェイサー/地獄の殺戮アンドロイド（ブラックウッド）
- シャドー・チェイサー2（プリンス）
- 上海ブルース（デカパイのヒモ）
- 17歳の肖像（競売人）
- 自由な女神たち ハッピー・ウェディング（ドン神父〈ジェフリー・ノードリング〉）
- シュリンジ（マックス・ダイアー〈マリオ・ヴァン・ピーブルズ〉）
- ジョーズ（レニー・ヘンドリックス）※TBS版
- ジョーズ・アパートメント
- 笑撃生放送! ラジオ殺人事件（ウォルト・ウォーレン・Jr〈ジェフリー・タンバー〉、ジュールス・コグリー〈ハーヴェイ・コーマン〉）
- 娼婦ベロニカ（マフィオ・ヴェニエ〈オリヴァー・プラット〉）
- ジョンQ -最後の決断-（レジー）※ソフト版
- シリアナ（フレッド・フランクス〈トム・マッカーシー〉）
- 死霊のはらわたII（中世の兵士〈サム・ライミ〉）
- 白い刻印（メル・ゴードン）
- 新・キョンシーズ（チャン道士）
- 新・暗くなるまで待って（ジーン〈トム・マクビース〉）
- ジングル・オール・ザ・ウェイ（ターボマン、おもちゃ屋の店長〈ジョン・ロスマン〉）※ソフト版
- 真実の行方（トミー・グッドマン〈アンドレ・ブラウアー〉）
- 新ゾンビ（ユゴー〈アンドレ・ストライ〉）
- シンデレラマン（マカヴォイ〈フルヴィオ・セセラ〉）
- 新ポリス・ストーリー Pom Pom（ニコチン）
- 心霊写真（社長〈アピチャート・チューサクン〉）
- スーパーサイズ・ミー（ジェイコブ・サラム、ニール・D・バーナード）
- スイート16 キャンドルに願いを
- 酔拳2（ツァン〈フェリックス・ウォン〉）※ソフト版
- 過ぎゆく時の中で（ロン〈ン・マンタ〉）
- スクランブル（ジャコモ・モリエール〈シモン・アブカリアン〉）
- スクワント/伝説の勇者（ハント船長〈マーク・マーゴリス〉、マイルズ・スタンディッシュ）
- スター・ウォーズシリーズ ※ソフト版
  - スター・ウォーズ エピソード4/新たなる希望
  - スター・ウォーズ エピソード5/帝国の逆襲（ダック・ラルター〈ジョン・モートン〉、デレク・"ホビー"・クリヴィアン〈リチャード・オールドフィールド〉）
  - スター・ウォーズ エピソード6/ジェダイの帰還（アーヴェル・クライニッド〈ヒルトン・マクリー〉）
- スターゲイト（ブラウン上級空兵）※フジテレビ版
- スタートレックIII ミスター・スポックを探せ!（連邦公安員）※日本テレビ版
- スタートレックシリーズ（ジョーディ・ラ＝フォージ〈レヴァー・バートン〉）
  - スタートレック ジェネレーションズ
  - スタートレック ファーストコンタクト
  - スタートレック 叛乱
  - スタートレック ネメシス
- スタスキー&ハッチ（テレンス・マイヤーズ、ディスコDJ〈パットン・オズワルト〉）
- スタンド・バイ・ミー（雑貨屋の主人〈ブルース・カービー〉）※BD版、（ビンス・デジャルダン〈ジェイソン・オリヴァー〉）※フジテレビ版
- スティーヴン・キング/痩せゆく男（ドラッグストアの店主〈スティーヴン・キング〉）
- スティール/鋼鉄の救世主（マーカス〈トム・バリー〉）
- ストリートファイター ※ソフト版
- スノーホワイト（バート）
- スパイ・ゲーム（アマード医師、ミッチ・アルフォード、ワイリー司令官）※ソフト版
- スパイダー パニック!（ピート・ウィリス保安官補）※ソフト版
- スピード（レイ）※ソフト版・テレビ朝日版
- スフィア
- スペース カウボーイ（ティニー）※日本テレビ版
- スペースキャット（オムツ車に乗った見張り）
- スペース・ジャム（ショーン・ブラッドリー）
- スペースボール（スノッティ）
- スペル（ジム・ジャックス〈デヴィッド・ペイマー〉）
- スリー・キングス（チーフ・エルジン〈アイス・キューブ〉）※フジテレビ版
- スリーサム 危険な関係（ディック〈アレクシス・アークエット〉）
- スリーパーズ（ジョン・ライリー〈ロン・エルダード〉）※フジテレビ版
- スリーピー・ホロウ（巡査部長〈アラン・アームストロング〉）※ソフト版
- SEX アナベル・チョンのこと（ロン・ジェレミー、ロバート・ブラック）
- 絶体×絶命（ネイト・オリヴァー〈エリック・キング〉）※ソフト版
- セブン（テイラー刑事）※ソフト版、（案内する警官）※フジテレビ版、（ワイルド・ビル）※テレビ朝日版
- セマナ/血の7日間（検視医）
- 戦火の勇気（ジェンキンス〈マニー・ペレス〉）※ソフト版
- セント・オブ・ウーマン/夢の香り（ゴア巡査〈ロン・エルダード〉）
- ソードフィッシュ（トレス〈アンジェロ・ペーガン〉）※日本テレビ版
- 続・夕陽のガンマン（ハーパー所長）※追加収録部分
- ゾディアック
- ソルジャー（パイロット）※ソフト版
- ソルジャー・ゴールド（ユルゲン・ラインハルト）※VHS版
- ソルジャー・ボーイズ（ブロフィ）
- ゾンビ（フォスター博士、ラウシュ博士）※ソフト版
- ダーク・スティール（ペルツ、ルッソー判事）
- ダーク・ハーフ ※テレビ東京版
- ダークマン（ヤナギモト〈ネルソン・マシタ〉）※VHS版
- ダーティ・ボーイズ（リゴ〈デヴィッド・ラビオサ〉）
- ターナー&フーチ/すてきな相棒（アーニー）※機内上映版
- ターミナル（ジョー・マルロイ〈シャイ・マクブライド〉）※ソフト版
- 第一容疑者（ロバート・レイノルズ）
- 大統領暗殺（ジョージ・W・ブッシュ大統領）
- ダイ・ハード（ジョンソンFBI捜査官〈リトル・ジョンソン〉）※ソフト版、（トニー〈アンドリアス・ウイスニウスキー〉）※機内上映版
- ダイ・ハード3（タクシードライバー2〈アーシフ・マンドヴィ〉）※テレビ朝日版
- タイムコップ ※テレビ朝日版
- タイムリミット（バステ刑事）※ソフト版
- ダウン（アンディ警備員〈マーティン・マクドゥーガル〉）※テレビ東京版
- タックスマン（ネールズ〈マイク・スター〉）
- Touch タッチ（ナヴァロイ神父〈ドン・ノヴェロ〉）
- ダブル・インパクト（ジャッキー）※テレビ朝日版
- 007シリーズ
  - 007/ダイヤモンドは永遠に（ミスター・スランバー）※ソフト版
  - 007/ユア・アイズ・オンリー（エリック・クリーグラー）※TBS版
  - 007/オクトパシー（ミシカ / グリシカ）※TBS版
  - 007/消されたライセンス（ホーキンス）※JAL機内上映版
- ダブルチーム ※ソフト版
- ため息つかせて（ライオネル）
- タワーリング・インフェルノ（ティム）※BSジャパン版
- 探偵少女レクシー（ウォーカー先生）
- チェーン・リアクション（スチュアート・ショウクロフト）※ソフト版
- 地下室の悪夢（チャーリー・カーマイケル、ジェイソン・リード）※VHS版
- チャーリーズ・エンジェル（Mr.ジェイソン〈LL・クール・J〉）※ソフト版
- CHOKE チョーク（ロン〈ロイ・テイト〉）
- 沈黙の逆襲（サイモン・パチェコ）
- 沈黙の戦艦（グレンジャー〈トロイ・エヴァンス〉、ハリス中佐〈バーニー・ケイシー〉、グリーン少佐、ジグス）※ソフト版
- 沈黙の断崖（ラーセン）※ソフト版
- 沈黙の要塞 ※ソフト版
- ツイスター（ベルツァー〈トッド・フィールド〉）※ソフト版
- ツイステッド（チップ・マーシャル）
- 追跡者（ポー保安官〈トレイシー・レッツ〉）※テレビ朝日版
- ツイ・ハークの霊戦英雄伝（風〈ラム・シュー〉）
- 冷たい月を抱く女（デニス・ライリー〈ピーター・ギャラガー〉）※VHS版
- D.N.A.II（ハットン）※ソフト版
- ディープ・インパクト
- ディープクライシス（コール）
- ディープ・フィアー（マーク・レーマン）
- ディアボロス/悪魔の扉（ラリー）※ソフト版
- ディスタービア
- ディパーテッド（フィツィ〈デヴィッド・オハラ〉）
- デイブは宇宙船（ノックス〈マイク・オマリー〉）
- デイモン・ウェイアンズはメジャー・ペイン（ストーン〈マイケル・アイアンサイド〉）
- デスペラード・イン・ウエスト（牧師〈レイモンド・クルス〉）
- デスロック/戦略ガス兵器を追え!（アラブ人護衛2）
- デッド・エンド/特捜記者ブラティガンの挑戦（マルコ）
- デッド・リミット（ジョルジョ・ボルゲリ、アルツシュラー）
- デッドロック（A・J・マーカー〈マイケル・ルーカー〉）
- デッドロックII（スティーヴン・パーカー〈ベン・クロス〉）
- デトネーター/悲しき暗殺者（オリー〈ドン・ストラウド〉）
- デビル（アート・フィッシャー捜査官）※ソフト版
- デビルズ・リジェクト マーダー・ライド・ショー2（アダム・バンジョー〈リュー・テンプル〉、マーティ・ウォーカー）
- デビルとマックス/悪魔が天使?（ビッグ・ビリー・ハンニッカー）
- デモリションマン（1996年時のザッカリー・ラブ）※テレビ朝日版
- テラー トレイン（ハリス〈トッド・ジェンセン〉）
- テラーピーク（ランギ）
- デルタフォース2
- デルタフォース3（サム）※テレビ東京版
- 天国の口、終りの楽園。（ハノ）
- 天才チンパンジー ジャック/アイスホッケーの友情（マーク・ウェストオーヴァー〈フィリップ・グレンジャー〉）
- デンバーに死す時（バーナード）
- トータル・ディザスター（トム・フォスター〈イーサイ・モラレス〉）
- トータル・リコール ※ソフト版
- ドーベルマン（ダヴィッド刑事）
- トーマス・クラウン・アフェアー（マイケル・マッキャン〈デニス・リアリー〉）※ソフト版
- ドアーズ（ジョン・デンズモア〈ケヴィン・ディロン〉）
- ドゥームズデイヤー（エミリオ・カステナダ）
- 12 ラウンド/リローデッド（デヴリン知事〈セバスチャン・スペンス〉）
- 逃亡者 ※ソフト版
- トゥルー・カラーズ（ジョン・ラウリー〈ポール・ギルフォイル〉）
- トゥルー・ロマンス（ニッキー・ダイムス〈クリス・ペン〉）※テレビ東京版
- ドクター（チャールズ・リード医師〈ゼイクス・モカエ〉）
- ドクター・ドリトル（穴熊〈ポール・ルーベンス〉）※ソフト版
- ドッグ・ソルジャー（ウェルズ軍曹〈ショーン・パートウィー〉）
- 特攻!BAD BOYS（詐欺師〈ブラッキー・コー〉、警察官〈ン・チーホン〉）
- ドナー（アーノルド〈マイケル・ボートマン〉）
- ドラグネット 正義一直線（レギンス・ペイガン、チンピラ）※機内上映版
- トリプルX ※テレビ朝日版
- トレマーズ4（ソギー）
- ドロップ・ゾーン（フォックス刑事、警備員）※ソフト版、（テリー・ネシップ）※テレビ朝日版
- ドンファン（ロッコ・コンプトン〈タイニー・リスター・Jr.〉）
- 永遠に美しく…（ダコタ、エルヴィス）※ソフト版
- ナーズの復讐III ナーズ軍団、最終決戦!（マルコム・ペニントン三世〈シャイ・マクブライド〉、U・N・ジェファーソン〈バーニー・ケイシー〉）
- 9デイズ（ウェルズ〈シェー・ウィガム〉）※ソフト版
- ナチュラル・ボーン・キラーズ（ロジャー）
- 南極日誌（キム・ソンフン）
- 28日後...（デイヴィス、科学者）
- 2012（ロイド・クレンショー〈クリフ・デ・ヤング〉）
- ニュー・シネマ・パラダイス（不良、観客）※ソフト版
- ニュー・ジャック・シティ（カリーム・アクバー）※ソフト版
- ニューヨーク東8番街の奇跡（カルロスの仲間〈ジェームズ・レグロス〉）※ソフト版
- NAKED -ネイキッド-（トム）
- ネゴシエーター ※テレビ朝日版
- ノーエスケープ（ギルモア〈デヴィッド・キース〉）
- ノー・エスケイプ（ステファーノ〈ケヴィン・J・オコナー〉）※テレビ東京版
- 覗く女（ダグの父）
- バーチュオシティ（ジョン・ドノヴァン〈コスタス・マンディロア〉、マシュー・グライムズ）※ソフト版
- バーティカル・リミット（ブライアン・マキ）※ソフト版
- ハードキャッシュ（ニキータ）
- ハード・トゥ・キル（マーサの部屋の隣人）※テレビ朝日版
- ハード・プレイ（ウォルター）
- ハートブレイク・タウン（クラッシャー〈ジェームズ・レグロス〉）
- バートン・フィンク（ドイチ刑事）※DVD版
- パーフェクト・ワールド（ブラッドリー〈レイ・マッキノン〉）※テレビ東京版
- パール・ハーバー（ジャクソン少佐〈リーランド・オーサー〉）※ソフト版
- ハーレム・ナイト（鼻の折れたギャング〈ミゲル・A・ヌネス・ジュニア〉、ミック、ロベルト〈ロベルト・デュラン〉）※ソフト版
- バイオニック・ジェミー 蘇った地上最強の美女（ジェリー・ドレフュス）
- 背徳の囁き（ジャドスン、ディミトリオ）
- ハイランダー ネクスト（ジョー・ドーソン）
- バック・トゥ・ザ・フューチャーシリーズ
  - バック・トゥ・ザ・フューチャー（デヴィッド・マクフライ）※ソフト版
  - バック・トゥ・ザ・フューチャー PART2（3-D〈ケイシー・シーマツコ〉）※テレビ朝日版
  - バック・トゥ・ザ・フューチャー PART3（ギャング、デヴィッド・マクフライ）※ソフト版
- BATS 蝙蝠地獄（ウェスリー保安官〈デヴィッド・マッコーネル〉）
- ハットしてキャット（キャット〈マイク・マイヤーズ〉）
- バットマン & ロビン Mr.フリーズの逆襲（フロスティ）※ソフト版
- 800万の死にざま
- ハドソン川の奇跡（ベン・エドワーズ〈ジェイミー・シェリダン〉）※ソフト版
- パトリオット・ゲーム ※テレビ朝日版
- バトルシップ
- パニック/脳壊（ジョシュ・パークス〈ジョン・リッター〉）
- ハピネス（レニー・ジョーダン〈ベン・ギャザラ〉）
- バビロンA.D.
- バベル（アラリッド警部）
- 張り込み
- 張り込みプラス（トーマス・ハスリック〈ジョン・ルービンスタイン〉）※ソフト版
- パリス・ヒルトン in HOLLYWOOD☆SCANDAL（フランク・ピードマン、オーティス）
- パリの恋人（ガイド）※ソフト版
- ハンコック（巡査）
- パンツァー 鋼鉄師団（プリンツ）
- ハンニバル（コーデル主治医〈ジェリコ・イヴァネク〉）※ソフト版
- ピースキーパー ※VHS版
- ヒート（ドナルド・ブリーダン〈デニス・ヘイスバート〉）※テレビ朝日版
- ビー・バッド・ボーイズ（フリップ・ハントレー〈フレッド・ウィラード〉）
- 必殺マグナム（ホテルの受付係〈ロバート・アクセルロッド〉）
- 羊飼いと屠殺者（ペドリー・ウェルダ〈エドゥアン・ファン・ヤースフェルト〉）
- ピッチブラック（ジョン〝ジーク"・エゼキエル）※新ソフト版
- ピノキオとゼペット（マルコの父）
- ビバリーヒルズ・コップ3（キンブロー）※フジテレビ版
- ビューティフル・ガールズ（スタンリー・"スティンキー"・ウォーマック〈プルイット・テイラー・ヴィンス〉）
- ビューティフル・マインド（アナリスト）
- ヒューマンネイチュア（セラピスト〈ミゲル・サンドバル〉）
- ピュア・デンジャー/追撃（ジャック）※VHS版
- ピンクパンサー（イヴ・グリュアン〈ジェイソン・ステイサム〉）
- ファイティング・キッズ（リンカーン〈キューバ・グッディング・ジュニア〉）
- ファット・ガール 愛はサイズを超える（ゴッドウィン）
- ファンタスティック・フォー ［超能力ユニット］（アーニー〈デビッド・パーカー〉[50]）※日本テレビ版
- 風雲 ストームライダーズ（麻鷹）
- フェイス/オフ（トロイの部下）※フジテレビ版
- フォーエバー・フレンズ/戦場への挑戦（チャン・チーホー班長、参謀長官）
- フォートレス2（ゴードン〈フレドリック・レーン〉）
- フォーリング・ダウン（ブライアン刑事）※テレビ朝日版
- フォレスト・ガンプ/一期一会 ※フジテレビ版
- 不機嫌な赤いバラ（ケニー・ヤング〈ハリー・J・レニックス〉）
- 普通じゃない（メイヒュー〈イアン・マクニース〉、ハイカー〈ティモシー・オリファント〉、フランク）※ソフト版
- プッシング・ハンズ/推手（アレックス〈ワン・ボーチャオ〉）
- フライング・ダウン（リック〈ガーウィン・サンフォード〉）
- ブレス・ザ・チャイルド（フランク・ブガッティ〈マイケル・ガストン〉）
- ブラインド・ヒル（リロイ・キャピー〈マルコム＝ジャマル・ワーナー〉）
- ブラック&ホワイト（パブロ）
- フラッグ・オブ・ソルジャーズ 勝利なき戦場（ロッシーニ）
- ブラック・キャデラック（チャーリー〈ランディ・クエイド〉）
- ブラックジャック（マーク・スムート）※ソフト版
- ブラック・ドッグ（ソニー）※ソフト版
- ブラックマスク2（警部〈ブラッキー・コー〉）
- ブラッド・イン ブラッド・アウト（マジック・マイク）
- プラトーン（ガーター・ラーナー〈ジョニー・デップ〉）※テレビ朝日版
- プリティ・ウーマン（デヴィッド・モース〈アレックス・ハイド＝ホワイト〉）※ソフト版
- フリントストーン2/ビバ・ロック・ベガス（リトル・ロッコ〈ダニー・ウッドバーン〉）
- 不倫の残り香（デヴィッド・クラッブ）
- ブルワース（デニス・マーフィ〈オリヴァー・プラット〉）
- ブレイド3（ウィル・ヘンリー）※ソフト版
- ブレイブハート（ハミッシュ・キャンベル〈ブレンダン・グリーソン〉）※ソフト版
- ブレイブ・フィールド（ウォルフガング大尉〈ジョン・サヴェージ〉）
- プレイヤー/死の祈り（ハリー〈ブランフォード・マルサリス〉）
- ブレックファスト・クラブ（クレアの父）
- プレッシャー/壊れた男（消防士）
- プレデター2（ラモン・ヴェガ、スコルピオの幹部）※テレビ朝日版
- ブロークン・アロー（空軍参謀将校〈レイモンド・クルス〉、オペレーター）※ソフト版
- プロジェクト・イーグル ※ソフト版
- プロジェクトS（ミン〈エミール・チョウ〉）
- ブロンクス 破滅の銃声（運転手〈ルイス・ガスマン〉）
- フロント・ページ（スタントマン〈タイ・ポー〉）
- ブロンド・ライフ（ヴィン）
- ページマスター（ジョージ・メリー）
- ペイルライダー
- ペイン（ヴィック）
- ペナルティ・パパ（ウンベルト）
- ベリー・バッド・ウェディング（マイケル・バーコフ〈ジェレミー・ピヴェン〉）
- ヘルバウンド（カルヴィン・ジャクソン）※VHS版
- ヘンリー・プールはここにいる 〜壁の神様〜（サラザール神父〈ジョージ・ロペス〉）
- ボーイズ'ン・ザ・フッド（モンスター）
- ホーム・アローン（『三十四丁目の奇蹟』のサンタ役）※フジテレビ版、（ピザ配達員、サンタ）※ソフト版
- ホーム・アローン2（クリフ、プラザホテルオーナー〈ドナルド・トランプ〉）※フジテレビ版
- ポイズン（エヴァン・ラズロ、保安官）
- 謀殺（スティーヴンス〈ケン・ラットクリフ〉）
- 暴走機関車（キャシディ）※テレビ朝日版
- ぼくはゴーディ（ディーツ）
- ホスピタル・アンダー・シージ
- ポゼスト/狂血（ソーレン〈オーレ・レメケ〉）
- ホット・ネイビー/カリブ海イケイケ大作戦（クリスティ〈ブライアン・ヘイリー〉）
- ボディーハード（ジャック・デイヴィス〈マイケル・パレ〉）
- ボニー&クライド（ロイ）
- 炎の戦線エル・アラメイン（タロッツィ）
- 微笑みをもう一度（司祭）
- ポリス・ストーリー3（ワン）
- ホワイトトラッシュ その日暮らし（ロン・レイク〈ウィリアム・ディヴェイン〉、カールトン〈ティム・カズリンスキー〉）
- ホワイトハウス狂騒曲（アーマンド）※ソフト版
- 香港極道 野獣刑事（スコット、料理人〈サモ・ハン・キンポー〉）
- マーズ・アタック!（博士）※ソフト版
- マイティ・ソー/ダーク・ワールド（警官1）
- マイ・フレンド・フォーエバー（ポニー）※ソフト版
- マスク ※日本テレビ版
- マスター・アンド・コマンダー（ヒギンズ）
- 待ちきれなくて…（トリップ・マクニーリー〈ジェリー・オコンネル〉）
- 迷い婚 -全ての迷える女性たちへ-（ロジャー・マクマナス〈クリストファー・マクドナルド〉）
- マンディ・レイン 血まみれ金髪女子高生（ガース〈アンソン・マウント〉）
- マンハッタン・ラプソディ（エディ〈アダム・ルフェーヴル〉）
- ミシシッピー・バーニング ※ソフト版
- ミスター・サタデー・ナイト（18歳のスタン）
- ミステリー・メン（ファンク〈ネッド・ベラミー〉）
- 未知との遭遇（デビッド・ロフリン〈ボブ・バラバン〉）※ソフト版
- ミッション:インポッシブルシリーズ
  - ミッション:インポッシブル2（科学者〈キー・チャン〉）※ソフト版
  - ミッション:インポッシブル/フォールアウト（ウルフ・ブリッツァー[51]）
  - ミッション:インポッシブル/ファイナル・レコニング（シドニー将軍〈ニック・オファーマン〉[52]）
- ミッシング
- ミッドナイトヒート（エリック・ライト〈マイケル・パレ〉）※VHS版
- みにくいアヒルの子（キンメル校長）
- ミュータント・タートルズ ※フジテレビ版
- 身代金（マイルス・ロバーツ〈エヴァン・ハンドラー〉）※ソフト版
- ミラクル（クレイグ・パトリック〈ノア・エメリッヒ〉）
- ミラグロ/奇跡の地（ニック・ラエル〈トニー・ジェナロ〉）
- ミリオン・マイルズ・アウェイ 遠き宇宙への旅路（サルヴァドール）
- みんなのうた（レナード・クラブ）
- メイド・イン・アメリカ（ジェームズ〈ジェフリー・ジョセフ〉）
- 女神が家にやってきた（グレン〈ビクター・ウェブスター〉）
- メジャーリーグ3（カールトン・“ドク”・ウィンドゲート〈ピーター・マッケンジー〉）
- メメント（バート〈マーク・ブーン・ジュニア〉）
- メリーに首ったけ（ウォーレン・ジェンセン〈W・アール・ブラウン〉）
- メル・ブルックス/逆転人生（ミーン・ヴィクター〈ブライアン・トンプソン〉）
- メン・イン・ブラック2（ラリー・ブリッジウォーター）※ソフト版
- メン・オブ・ウォー（ノーラン〈ドン・ハーヴェイ〉）
- モータル・コンバット（アート・リーン）※旧ソフト版
- もういちど殺して/キル・ミー・アゲイン（借金取り1）※VHS版
- もう子守歌はいらない（ジョエル）
- モンキーボーン（エデルスタイン医師）
- モンスター（チャールズ）
- モンテ・クリスト伯（ナポレオン・ボナパルト）
- 野獣教師（レム〈ルイス・ガスマン〉）※VHS版
- 野獣の瞳（レフリー）
- 屋根裏のエイリアン（スチュアート・ピアソン〈ケヴィン・ニーロン〉）
- ヤングガン（スティーヴ〈ダーモット・マローニー〉）
- U-20（ランツ）
- Uボート（アリオ〈クロード＝オリバー・ルドルフ〉）※テレビ東京版
- 夕陽のギャングたち ※ソフト版
- ユニバーサル・ソルジャー（ガース〈チコ・ウェルズ〉）※ソフト版
- 善き人のためのソナタ
- ライオンハート（フランソア・ゴルチェ）※テレビ東京版
- ライラにお手あげ（マーティン〈ダニー・マクブライド〉）
- ラスト・アクション・ヒーロー ※ソフト版
- ラストキング・オブ・スコットランド（オーストリア外務大臣）
- ラスト・ショット（ナンス捜査官）
- ラストデイズ（クレイグ・ソーントン〈マイケル・ビーン〉）
- ラスト・ブラッド/修羅を追え（ストーン〈レオン・カーヤン〉）
- ラスト・ボーイスカウト ※日本テレビ版
- ラストマン・スタンディング（ドッカー）※テレビ朝日版
- ラビリンス/魔王の迷宮（サラの父〈クリストファー・マルコム〉、左のドアノブ、火狼）※ソフト版
- リーサル・ウェポンシリーズ
  - リーサル・ウェポン（麻薬のディーラー）※TBS版
  - リーサル・ウェポン3（若手警官、交通違反者）※ソフト版
  - リーサル・ウェポン4（相棒）※ソフト版
- リアリティ・バイツ（ランス）
- リアル（チェ・ジンギ〈イ・ソンミン〉）
- リコシェ/炎の銃弾 ※日本テレビ版
- リトル・チルドレン（リチャード・ピアース）
- リトルマン・テイト（司会者〈ボブ・バラバン〉）
- 略奪者（シモン〈サガモア・ステヴナン〉）
- 流血の絆（アルバート・ベトゥーン）
- ルーカスの初恋メモリー
- ルーキー（ワング）※TBS版
- レーザーホーク（ベン保安官）
- レオン 完全版（トント）※完全版旧録
- レジェンド・オブ・ヒーロー/中華英雄（ビゴット）
- レッド・サイレン（ケスラー〈アンドリュー・ティアナン〉）
- レッドライン（ゴッドファーザー）
- 恋愛小説家（店長〈シェーン・ブラック〉）※VHS・DVD版
- RONIN（ラリー〈スキップ・サダス〉）※ソフト版
- ローラーボール ※テレビ東京版
- ロボコップ2（タク・アキタ〈ツィ・マー〉、メスニク）※テレビ朝日版
- ロボコップ3（特殊部隊隊員）※ソフト版
- ワーキング・ガール（同僚）※ソフト版
- ワイアット・ワープ（バット・マスターソン〈トム・サイズモア〉）※テレビ東京版
- ワイルドグリズリー（サンチェス保安官代理）
- ワタシにキメテ（コスタス・デルガド、クイン捜査官〈アンソニー・ジョン・デニソン〉）
- ワルキューレ（ヴォルフ＝ハインリヒ・フォン・ヘルドルフ警視総監、アドルフ・ホイジンガー）
- わるわる探犬隊（ナレーター）
- ワンス・アポン・ア・タイム・イン・アメリカ（パッツィ〈ジェームズ・ヘイデン〉）※VHS版
- ワンス・アポン・ア・タイム・イン・チャイナ 天地大乱（孫文）
- わんわん!ホーム・アローン2（ビル・パーキンズ）

#### ドラマ
- アガサ・クリスティー ABC殺人事件（サー・カーマイケル・クラーク〈クリストファー・ヴィラーズ〉[53]）
- アボンリーへの道（副シェフ〈コリン・オ・メアラ〉）
- アルフ シーズン3 #4（トミー・ニューサム）
- アンダーカバー・ボス4 社長潜入調査（ヘス―ス）
- アンフォゲッタブル 完全記憶捜査（ジャック・ヒーリー）
- ER緊急救命室（ペリー〈ペリー・アンジロッティ〉 他）
- IT ※NHK-BS2版
- イニョン王妃の男（ミン・アム右議政〈オム・ヒョソプ〉）
- インディ・ジョーンズ/若き日の大冒険
- WITHOUT A TRACE/FBI 失踪者を追え!シリーズ
  - WITHOUT A TRACE/FBI 失踪者を追え!（ミシュラ）
  - WITHOUT A TRACE/FBI 失踪者を追え!2（ヘクター）
- エイリアン・ウォーズ（ノートン・ドレイク〈フィリップ・エイキン〉）
- エコモダ〜愛と情熱の社長室（ケネス・ジョンソン〈ジェフリー・ディーキン〉）
- SF起源 タイムゲイト（ウィリアム・ケイヴ）
- F.B.EYE!! 相棒犬リーと女性捜査官スーの感動!事件簿 #21（カール・ゴードン）
- ELVIS エルヴィス（ハル・ウォリス、サム・フリードマン判事）
- カリブの海賊王（チャールズ・ヴェイン船長、エドワード・モーズリー）
- 華麗なるペテン師たち4（トーマス・ジャクソン）
- 危険戦隊デンジャー5 我らの敵は総統閣下（ジャクソン〈デヴィッド・アシュビー〉[54]）
- キャシアン・アンドー（ウルフ・ユラーレン大佐〈マルコム・シンクレア〉）
- キャッスル 〜ミステリー作家は事件がお好き シーズン2 #19（スタンフォード・レイネス〈カリー・グラハム〉）
- 恐竜家族
- グッド・ワイフ
  - シーズン1 #12（ショーン・ウェスリー医師〈ラッセル・ホーンズビー〉）
  - シーズン3 #2（アッシュ・ブラノン〈サイモン・ディレイニー〉）
- glee/グリー（ウィルの父〈ヴィクター・ガーバー〉）
- クリスマスに雪は降るの?（ジワンの父）
- クリミナル・マインド FBI行動分析課
  - シーズン4（ドブソン、ビル・ランカスター刑事）
  - シーズン5（Lt.フィル・ブラントリー）
  - シーズン7（ウィル・レディング）
  - シーズン11
- クロウ〜天国への階段（ヴィンセンス警部補〈ジョン・カスバート〉）
- 刑事ヴァランダー 白夜の戦慄（スヴェードベリ〈トム・ベアード〉）
- 刑事コロンボシリーズ
  - 刑事コロンボ 野望の果て（ニュースアナウンサー）※完全版追加収録部分
  - 刑事コロンボ 策謀の結末（ケリー・マローン〈マイケル・ホートン〉）※日本テレビ版
  - 新・刑事コロンボ 狂ったシナリオ（レニー・フィッシャー〈ジェフ・ペリー〉）
  - 新・刑事コロンボ 幻の娼婦（バーク刑事）
  - 新・刑事コロンボ 犯罪警報（ヘンリー）
- 刑事ナッシュ・ブリッジス シーズン2 #5（アーサー・ジョーンズ）
- 刑事フォイル（レイモンド・カーター〈ピーター・カパルディ〉）
- コールドケース（ルイ）
- コミンスキー・メソッド（モーガン・フリーマン）
- ザ・コミッシュ（ロニー・ロペス巡査〈ジェイソン・スコンビン〉）
  - パイロット版（ボビー・スターディヴァント〈ローク・クリッチロウ〉）
- ザ・シークレット・ハンター（スコット・マッコール〈ウィリアム・ザブカ〉）
- ザ・シールド ルール無用の警察バッジ（ロニー・ガルドッキ刑事〈デヴィッド・リース・スネル〉）
- 殺人を無罪にする方法（サム・キーティング〈トム・ヴェリカ〉）
- ザ・ハンガー シーズン1 #15（グリロ）
- 三国志演義（丁奉〈代役〉、徐晃）
- 三国志 Three Kingdoms（荀彧〈リー・ジェンシン〉）
- CSIマイアミ3
- CSI:ニューヨーク
  - シーズン4 #6（ベンセン保安官〈ロバート・ピカード〉）
  - シーズン6 #18（トニー・ダリーサ〈ブライアン・グッドマン〉）
- JESUS 奇蹟の生涯（リヴィオ〈G・W・ベイリー〉）
- ジェリコ 閉ざされた街（グレイ・アンダーソン〈マイケル・ガストン〉）
- シー・ハルク:ザ・アトーニー（モリス・ウォルターズ）
- シェイムレス 俺たちに恥はない（エディ・ジャクソン〈ジョエル・マーレイ〉）
- The O.C.（ニール・ロバーツ〈マイケル・ヌーリー〉）
- シャーロック・ホームズの冒険
  - 四人の署名（ジョン・ショルトー少佐）※追加収録部分
  - 犯人は二人（ロバート・ストークス）
- ジャングル2（アームストロング）
- ジョーイ シーズン2 #19（トレント）
- 私立探偵スペンサー（スペンサー〈ロバート・ユーリック〉）
- 新アウターリミッツ（ルクレク中佐（ロバート・ルイス） 他）
  - シーズン1 #5（デヴィッド・アフターグッド）、#12（ケヴィン・ステイン〈デヴィッド・キュービット〉）
- シンデレラのお姉さん（ク・デソン〈キム・ガプス〉）
- ステート・ウイズイン 〜テロリストの幻影〜（フィル・ロンズデール〈ニール・ビアソン〉）
- スピン・シティ（タクシー業者）
- スペース・レンジャーズ（男）
- スタートレックシリーズ
  - 新スタートレック（ジョーディ・ラ＝フォージ〈レヴァー・バートン〉）
  - スタートレック:ディスカバリー（アディティア・サヒル〈アディル・フセイン〉）
  - スタートレック:ピカード シーズン3（ジョーディ・ラ＝フォージ〈レヴァー・バートン〉）
- 捜査官クリーガン（フランク）
- ソドムとゴモラ（ナホル〈ケヴィン・マクナリー〉）
- ダークエンジェル シーズン2 #18（コールドウェル牧師）※ソフト版
- ツイン・ピークス
  - シーズン1 #4（ベルナール・ルノー）
  - シーズン2 #10（ロジャー・ハーディ特別捜査官〈クラレンス・ウィリアムズ3世〉）
- 第一容疑者7 裁かれるべき者（ゲイリー・ポクリントン弁護士、セシル）
- 伝説の映画監督 -ハリウッドと第二次世界大戦-（ギレルモ・デル・トロ）
- 24 -TWENTY FOUR-（ミッチェル・ヘイワース合衆国副大統領〈キャメロン・ダッド〉）
- 特攻野郎Aチーム シーズン5 #6（ドクター・クワイ・リー〈ジェームズ・サイトウ〉）
- トロイ ザ・ウォーズ（アトレウス）
- NIKITA / ニキータ（支店長、ドナルド・アンダーソン）
- NY市警緊急出動部隊 トゥルー・ブルー（デイヴィ・オドム巡査〈ダーネル・ウィリアムズ〉）
- ハート・オブ・ディクシー ドクターハートの診療日記（ピーター・メイフェア牧師〈ピーター・マッケンジー〉）
- ハイテク武装車バイパー2（ブラクストン課長）
  - パイロット版（マディソン）
- バビロン5（マイク・ガリバルディ〈ジェリー・ドイル〉）
- バフィー 〜恋する十字架〜 シーズン1（ボブ・フルーティ校長）
- ハリーズ・ロー 裏通り法律事務所（ルー・ドラモンド〈マーク・L・タイラー〉）
- パワーレンジャーシリーズ
  - パワーレンジャー（テラートード〈マイケル・ソリッチ〉）
- 犯罪心理分析官インゲル・ヴィーク
- バンド・オブ・ブラザース
- PAN AM/パンナム（エヴェレット・ヘンソン〈スコット・コーエン〉）
- ビバリーヒルズ青春白書（ナット・ブシッチオ〈ジョー・E・タタ〉）
  - 新ビバリーヒルズ青春白書（ナット・ブシッチオ〈ジョー・E・タタ〉）
- ファルコン&ウィンター・ソルジャー（国防長官）
- ふたりは最高!ダーマ&グレッグ
  - シーズン1 #23（ロジャー）
  - シーズン2 #17（テディ）
  - シーズン4 #22（麻薬取締官）
  - シーズン5 #15（強盗〈クリス・デュランド〉）
- フラーハウス（ネルソン・ブルクハルト〈ハル・スパークス〉）
- ブラザーズ&シスターズ（デヴィッド・キャプラン〈ケン・オリン〉）
- THE BLACKLIST/ブラックリスト
- フリークス学園（コーチェフスキー先生〈スティーブ・バノス〉）
- プリズン・ブレイク シーズン2
- FRINGE/フリンジ
- フルハウス（ハロルド、ゲームの声）
- VEGAS/ベガス（パトリック・バーンFBI捜査官〈ショーン・ドイル〉）
- 弁護士シャノン（トッド・スペリエ〈ミゲル・フェラー〉）
- 冒険野郎マクガイバー
  - シーズン1 #5（ネルソン）、#6（ルイス）、#7（イライアス）、#17（軍曹）
  - シーズン2 #10（トム）
- ホテリアー（チェ社長〈チュ・ヒョン〉）
- ホワイトカラー（クレイマー捜査官〈ボー・ブリッジス〉）
- マスター・オブ・ゼロ（ラメーシュ〈シャカス・アンサリ〉）
- また会う日まで（ブルーノ〈ヒュー・グラント〉）
- マット・ルブランの元気か〜い?ハリウッド!2（ジェームズ・マイケル・タイラー）
- ミディアム 霊能者アリソン・デュボア（ポール・スキャンロン〈ディーン・ノリス〉）
- 名探偵ポワロ ※NHK版
  - 満潮に乗って（ローリー）
  - ABC殺人事件（警官）
  - 負け犬（ホテルフロント係）
- 名探偵モンク2（スワーマ）
- THE MENTALIST メンタリストの捜査ファイル3 #21（ニック・モナコ、バーテン）
- 野良犬たちの掟（ブッフォーニ・チーロ、エウジェーニオ・カレンツァ）
- ヤング・スーパーマン（サリバン）
- ヤングライダーズ シーズン1 #10（バビット）
- 夢みる小犬ウィッシュボーン（ウォルター）
- ラスベガス（ティム・ヴァレンタイン〈デヴィッド・ラッシュ〉）
- LOVE ラブ シーズン2（フランク〈スティーブ・バンノス〉）
- リミットレス（デニス・フィンチ〈ロン・リフキン〉）
- 霊幻道士（キョンシー将軍）
- レジェンド・オブ・エジプト（グーヴァリアス〈ラルフ・ブラウン〉）
- レジデント 型破りな天才研修医 シーズン2 -（マーシャル・ウィンスロープ〈グレン・モーシャワー〉）
- LAW&ORDER:クリミナル・インテント（ラリー・ウィガード〈ジョン・ハード〉）

#### アニメ
- アイドル忍者タートルズ（ロックステディ）
- アトランティス 失われた帝国
- アノマリサ（その他の声）
- アントブリー（ルーカス・ニックルの父）
- イカボードとトード氏
- ウィッチ -W.I.T.C.H.-（ジーク、タイラー）
- WALL・E/ウォーリー（アクシオム艦内の乗客）
- X-MEN（テレビ東京版）（ハボック）
- おさるのジョージ（レンキンス）
- クリフォード（クリフォード）
  - クリフォード・ザ・ムービー（クリフォード）
- 子猫になった少年（スコット）
- サウスパーク（エルトン・ジョン、裁判官 他）
- ザ・シンプソンズ（ホセ・カンセコ、マロイ〈怪盗キャット〉、イバン・コバナー 他）
- ザ・バットマン（ルーシャス・フォックス、ヒル市長）
- シャーロック・ホームズ
- シルベスター&トゥイーティー ミステリー
- 新くまのプーさん（案内係、バンマス）
- スーパー・ロボット・モンキー・チーム・ハイパーフォース GO!（ギブソン）
- スター・ウォーズ/クローン・ウォーズ（ウルフ・ユラーレン）
- スター・ウォーズ/クローン・ウォーズ（テレビシリーズ）（ウルフ・ユラーレン、ゴビ・グリー）
- スター・ウォーズ: バッド・バッチ（ゴビ・グリー）
- スター・ウォーズ 反乱者たち（ウルフ・ユラーレン、ゴビ・グリー）
- スターシップ・トゥルーパーズ インベイジョン（ドハーティ中尉）
- スペクタキュラー・スパイダーマン（ベン・パーカー、ジョセフ〈ジョー〉・ロビー・ロバートソン、ハンマーヘッド）
- タイニー・トゥーンズ（カラミティー）
- DCアニメイテッドユニバース
  - バットマン（シドニー）
  - スーパーマン（ペリー・ホワイト）
- トムとジェリー（ラジオの声）
- トムとジェリー テイルズ
- ブレイブ・リトル・トースター（エルモ・セント・ピータース）
- ミッシング・リンク 英国紳士と秘密の相棒（ピゴット＝ダンスビー卿[55]）
- 森のリトル・ギャング（ルー）
- リセス 〜ぼくらの休み時間〜
  - リセス 〜ぼくらの夏休みを守れ!〜（オマリー大佐）
- リブート（スラッシュ）※フジテレビ版
- ロボッツ（消火器）

#### その他
- ホテル・ヘル2 熱血!再生プロジェクト

### 特撮
- 星獣戦隊ギンガマン（1998年、砲烈道の声）
- 仮面ライダー電王（2007年、ブルーバードイマジンの声）
- 侍戦隊シンケンジャー（2009年、アヤカシ・ササマタゲの声）
- 天装戦隊ゴセイジャー（2010年、マトロイド・バイタルのアドボルテGの声）

### ナレーション
- ヒトラー完全ガイド（ディスカバリーチャンネル）
- BS世界のドキュメンタリー（NHK-BS1）
- 木曜洋画劇場番宣CMナレーション

### ボイスオーバー
- NHKスペシャル（NHK総合）
  - 「揺れる大国 プーチンのロシア プーチンのリスト 〜強まる国家資本主義〜」（2009年）
- エリックのワンダースイーツ（NHK BSプレミアム）
- 奇跡のレッスン 最強コーチが導く 飛躍の言葉・選“諦めない力”が未来を変える（2017年、NHK-Eテレ） - ジャーメイン・シャンの声
- クラシック・ロイヤルシート（NHK-BS2）
  - 「クラシックドキュメンタリー 指揮者ムラヴィンスキーの肖像」（2003年）
- 新プラネット（サイエンスチャンネル）
- シェフのテーブル（Netflix） - ピーター・カミンスキーの声
- 地球ドラマチック（NHK教育テレビ）
  - 「海底探索ロマン 後編 大洪水伝説を追え」（2001年）
  - 「追跡!サンタクロースの素顔」（2005年）
  - 「エルニーニョ・地球規模の天候異変」（2005年）
  - 「驚異!古代のテクノロジー 第1回 2000年前のパワー」（2005年）
  - 「アメリカ人はどこから来たのか」（2007年）
  - 「ヒヒのギャングがやってきた!〜南アフリカ テーブルマウンテン〜」（2012年）
- BS世界のドキュメンタリー（NHK BS1）
  - 「よみがえるタリバン」（2007年）
  - 「パレスチナの村を分断壁から守れ 〜共に闘うイスラエルの人々〜」（2007年）
  - 「ユーロ危機 〜欧州統合の理想と現実〜」（2013年）
  - 「米国ウォール街のアンタッチャブル 〜金融危機の責任者はどこだ〜」（2013年） - ラリー・ブルアー司法次官補の声
  - 「ノルマンディー上陸作戦のすべて」（2016年） - スティーブン・ザロガの声
- 超話題作『インデペンデンス・デイ』徹底解剖!!（1996年） - ウィル・スミスの声 ※テレビ朝日
- ヒトラーの帝国（ディスカバリーチャンネル） - アドルフ・ヒトラーの声
- ロイヤル・スキャンダル 〜エリザベス女王の苦悩〜（2012年、NHK-BSプレミアム）

### プラネタリウム
- 川崎市青少年科学館「大航海時代と南天の星座」（2015年、声の出演）
- 札幌市青少年科学館「宇宙へのアンテナ 〜苫小牧電波望遠鏡物語〜」（先生）

### その他コンテンツ
- 機動戦士ガンダム0079カードビルダー（アンディ・ストロース、フラナガン博士）
- タカラ 建設合体ビルドタイガーCM（ダンプソン）
- クレシェンド 第二章 〜 最終章（2019年[56][57][58][59]、板倉大顕[60]）

### シリーズ一覧
1. ↑  『グリム名作劇場』（1988年）、『新グリム名作劇場』（1988年 - 1989年）
2. ↑  第1期（1995年）、第3期『TRY』（1997年）、第4期『REVOLUTION』（2008年）
3. ↑  第1作（2004年）、第2作『〜永遠への分岐点〜』（2006年）
4. ↑  『モンキーターン』（2004年）、『モンキーターンV』（2004年）
5. ↑  第1期（2008年）、第2期（2008年）
6. ↑  第1期（2011年 - 2012年）、第2期『W』（2013年）
7. ↑  第1期（2014年）、第2期『セカンドシーズン』（2016年）
8. ↑  第1期（2016年）、第2期『2nd』（2016年）
9. ↑  第1期（2019年）、第2期（2021年）
10. ↑  第1期（2019年）、第2期（2020年）、第3期（2022年）
11. ↑  第1期（2021年）、第2期（2022年）
12. ↑  『SPIRITS』（2007年）、『GENESIS』（2016年）、『ETERNAL』（2025年）
13. ↑  『海賊無双』（2012年）、『海賊無双2』（2013年）、『海賊無双3』（2015年）
14. ↑  『ヒーローズ』（2013年 - 2016年）、『アルティメットミッション2』（2014年）、『スーパードラゴンボールヒーローズ』（2016年）、『アルティメットミッションX』（2017年）、『ワールドミッション』（2019年）